# Pere I de Rússia
|  | Per a altres significats, vegeu «Pere I». |

Pere I el Gran o Pere Alekséievitx Romànov (Moscou, 9 de juny de 1672 - Sant Petersburg, 8 de febrer de 1725; CJ 30 de maig de 1672 - 28 de gener de 1725) fou un tsar de Rússia (1682-1725). En rus és conegut com a Пётр I (Piotr I), Пётр Вели́кий (Piotr Veliki, és a dir Pere el Gran) o Пётр Алексе́евич Рома́нов (Piotr Alekséievitx Romànov).
Pertanyent a la dinastia Romànov, era fill del tsar Aleix Mikhàilovitx. És considerat un dels més destacats governants de la història de Rússia, on va regnar des del 7 de maig (CJ 27 d'abril) de 1682 fins a la seva mort. Va succeir el seu germanastre Teodor III i, entre 1682 i 1696, va governar juntament amb el seu feble i malaltís germà, Ivan V. Va dur a terme un procés d'«occidentalització» i expansió que va transformar la Rússia moscovita en un dels grans poders europeus.
Va integrar l'Església dins del poder polític i substituí el patriarcat per un procurador general; a la pràctica, va acabar unint l'Església, l'Estat i l'Imperi sota la seva figura autocràtica i s'autoanomenà «Emperador i pare de totes les Rússies».
Físicament presentava una figura impressionant (feia 2,04 metres d'alçada), d'esquena ampla i braços forts.
Pere el Gran és mundialment conegut pel fet d'haver fundat la ciutat de Sant Petersburg.

## Primers anys i ascens al tron
Pere era el fill del tsar Aleix de Rússia i de la seva segona esposa Natàlia Naríxkina. En néixer Pere I, només vivien dos dels nombrosos fills de la primera esposa d'Aleix, Teodor III i Ivan V. Era també net per via paterna del tsar Miquel I de Rússia, primer sobirà de la dinastia dels Romànov, i de l'aristòcrata Ievdoquia Stréixneva.
Quan el seu pare, el tsar Aleix, va morir el 1676, el va succeir el més gran dels fills supervivents, el seu germanastre Teodor. El regnat de Teodor va acabar sis anys després, quan va morir d'escorbut, i com que no tenia descendència es va generar una disputa pel tron.
Ivan era oficialment el següent en la línia de successió. El regnat d'Ivan originà nombroses dificultats dinàstiques. D'una banda significà el conflicte entre les famílies de les dues esposes del tsar Aleix: els Miloslavski i els Narixkin. De l'altra, les contínues malalties d'Ivan feren que la Duma dels Boiars (un consell de nobles russos) escollís Pere, de tan sols deu anys, com a tsar de Rússia sota la regència de la seva mare, Natàlia Naríxkina.
Aquest nomenament aixecà les ires dels Miloslavski i, així, la gran duquessa Sofia, una de les filles que havia tingut Aleix amb la seva primera esposa, liderà una revolta coneguda com la Rebel·lió dels Streltsí. El conflicte va segar la vida de diversos membres de la família de Pere i li arribà a causar un trauma considerable, tal com han afirmat alguns experts.

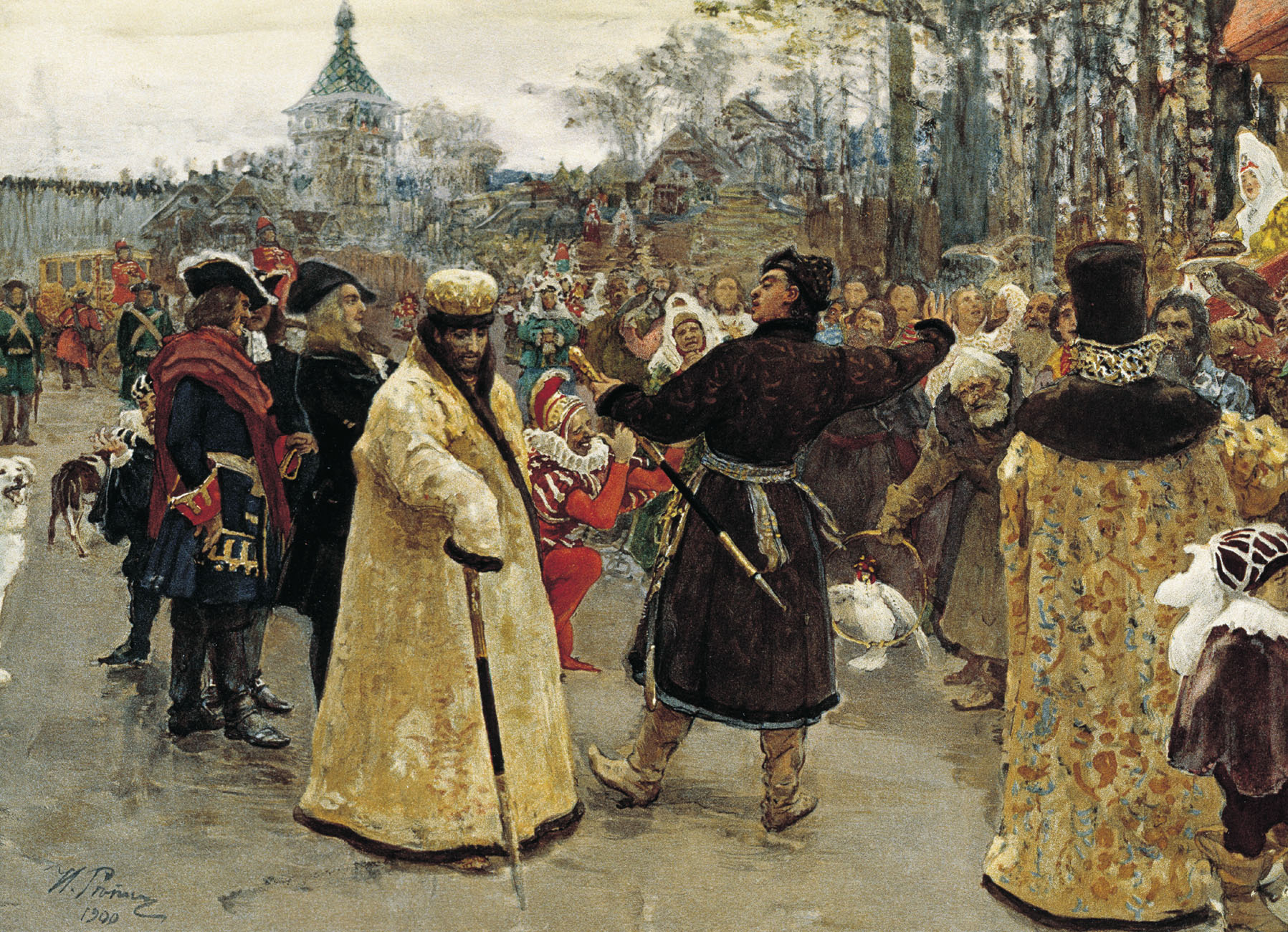
Arribada d'Ivan V i Pere I a la cerimònia de coronació d'aquest últim, segons una litografia d'Ilià Repin

L'aixecament va permetre a Sofia, del clan d'Ivan, i als seus aliats d'insistir que Pere i Ivan fossin proclamats tsars conjuntament, amb Ivan com el tsar més gran d'edat. Sofia actuaria de regent durant la minoria d'edat d'ells dos. Com a fet curiós, van haver de fer un forat a la part posterior del doble tron, a través del qual Sofia sentia Pere conversar amb els nobles i li passava informació per respondre a preguntes i problemes; aquest tron es pot veure al Museu del Kremlin de Moscou. Durant set anys Sofia va governar com una autòcrata.

### Educació popular
Van seguir uns anys en què no es va tenir cura de l'educació de Pere I, el qual va passar la infantesa divertint-se amb bandes de murris, lliurat a grollers llibertinatges; però, empès per la curiositat, freqüentà el barri dels estrangers de Moscou i allà va poder observar els progressos occidentals. Així va entrar en contacte amb comerciants europeus, amb els quals es va formar militarment i políticament.
Al barri alemany coneix l'oficial d'artilleria escocès Patrick Gordon i el militar suís Franz Lefort, que servien a l'exèrcit rus i amb qui va mantenir una gran amistat.
Conscient que la seva vida estava amenaçada constantment, va formar una unitat de soldats lleials anomenats la guàrdia de Preobrajenski, nom del barri on residia amb sa mare.

### Fi de Sofia

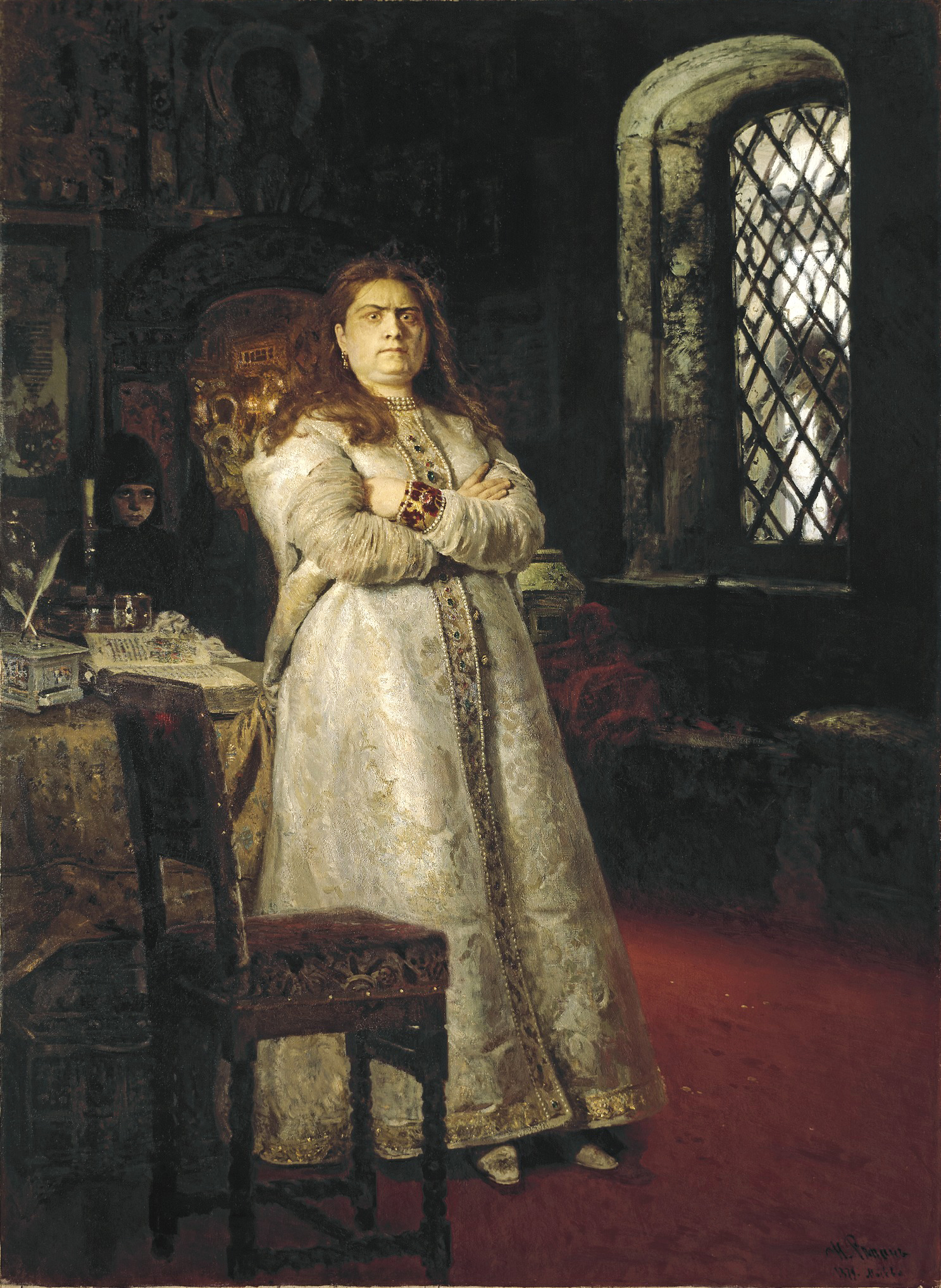
Sofia Aleksèievna durant la seva reclusió al monestir de Novodévitxi, segons un quadre d'Ilià Repin

Durant molt de temps els historiadors han presentat Sofia com una dona envejosa i maquiavèl·lica que hauria fet tot el que calgués per prendre el poder. El mateix Pere associava Sofia amb les fosques forces de l'oposició, oblidant que en els set anys de la seva regència ni Pere ni la seva mare van ser amenaçats ni van sofrir cap dany.
L'estiu de 1689 Pere va planejar arrabassar-li el poder a Sofia, la posició de la qual s'havia debilitat per culpa de dues campanyes fallides a Crimea. Quan se'n va assabentar, Sofia va començar a conspirar amb membres del cos dels Streltsí. Però Pere va ser avisat pels mateixos Streltsí i va fugir a mitjanit cap a l'impenetrable monestir de Troitski, on va anar atreient a poc a poc els seus partidaris i altres que pensaven que podria guanyar la lluita pel poder.
De resultes d'això, Sofia fou deposada i obligada a recloure's en un convent, on es va veure forçada a deixar el seu nom i la seva posició com a membre de la família reial.
Pere I i Ivan V seguien actuant conjuntament com a tsars, si bé el poder era exercit per la seva mare, Natàlia Naríxkina, i no va ser fins a la seva mort, el 1694, que Pere va aconseguir la veritable independència. Formalment Ivan V encara era tsar igual que Pere, si bé no exercia com a tal. Pere es va convertir en l'únic dirigent arran de la mort d'Ivan l'any 1696.

### Matrimoni
La seva mare, d'altra banda, a fi de regularitzar la situació d'una manera més convencional, havia arreglat el seu matrimoni amb Eudòxia Lopukhinà el 1689. El matrimoni va ser un fracàs absolut i, deu anys més tard, Pere va obligar l'esposa a prendre els hàbits i amb això es va alliberar d'aquest primer enllaç.

### Aspecte físic
Pere va anar creixent fins a esdevenir quasi un gegant. Literalment, el seu cap i les espatlles sobresortien per damunt dels dels seus contemporanis russos i europeus. Tanmateix, la seva alçada era gairebé amb seguretat un defecte genètic, ja que no tenia les proporcions habituals d'un home d'aquesta alçada. Les seves mans i els peus eren molt petits i les espatlles, sorprenentment estretes per a la seva alçada. Igualment, el cap era massa petit per a aquell cos. A això s'afegien els seus notables tics facials i, d'acord amb les descripcions que ens n'han arribat, el fet que patia gairebé amb certesa episodis d'epilèpsia. Per tant, presentava la imatge d'un home molt gran, però no gaire saludable.
El duc de Saint-Simon, un cortesà que va conèixer a Pere a França el 1717, va escriure: 
| « | El tsar Pere era alt i molt ben presentat, més aviat prim, amb la cara una mica rodona, un front alt, uns bonics ulls marrons, un nas més curt, llavis gruixuts, amples, brillants, aguts i ben oberts, la seva mirada majestuosa i elegant, però quan ell volia era greu i severa. | » |

L'artista Valeri Serov ens va deixar una altra descripció de Pere: 
| « | Feia por: llargarut, amb petites cames primes com un filferro, i amb el cap tan petit en relació amb la resta del seu cos que semblava més una mena de ninot que no una persona feta i dreta. Tothora tenia tics i sempre feia ganyotes: ara fent l'ullet, ara frunzint la boca i el nas i movent la mandíbula. | » |

## Començament del seu regnat
El seu interès per la navegació i la construcció de vaixells li va fer concloure que Rússia havia de millorar la seva posició marítima i va mirar de guanyar més sortides al mar. En aquell moment l'Imperi només tenia sortida cap al nord-est, a la mar Blanca, a través de la ciutat d'Arkhànguelsk, un port de la mar de Barentsz. Al nord-oest, la sortida natural cap a l'Europa septentrional a través de la mar Bàltica estava en aquells temps controlada per Suècia, mentre que la sortida a la Mediterrània, al sud, a través de la mar Negra, la dominava l'Imperi Otomà. També va fundar el 1701 l'Escola de Navegació de Moscou, dirigida per Leonti Magnitski, i el 1715 l'Acadèmia Naval de Sant Petersburg, per a millorar els coneixements tècnics dels marins imperials.

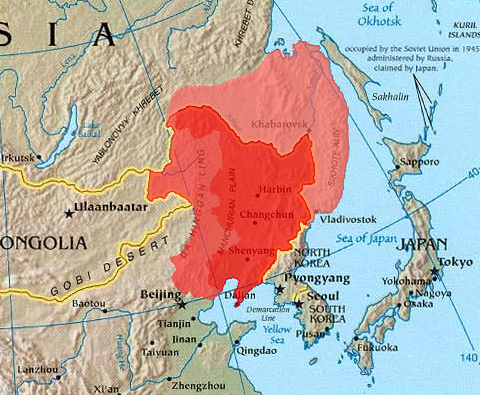
Territoris adjudicats a la Xina en els tractats de Nértxinsk i Aigun.

El Tractat de Nértxinsk, signat el 27 d'agost de 1689, va ser el primer subscrit per la Xina amb una potència europea i delimitava de forma oficial les fronteres entre l'imperi Qing i el Tsarat Rus i posava fi a una sèrie de conflictes entre les tropes xineses estacionades a Manxúria i diverses colònies russes com Albazino i Nértxinsk, poblades majoritàriament per cosacs russos i tunguss.

### La campanya d'Azov

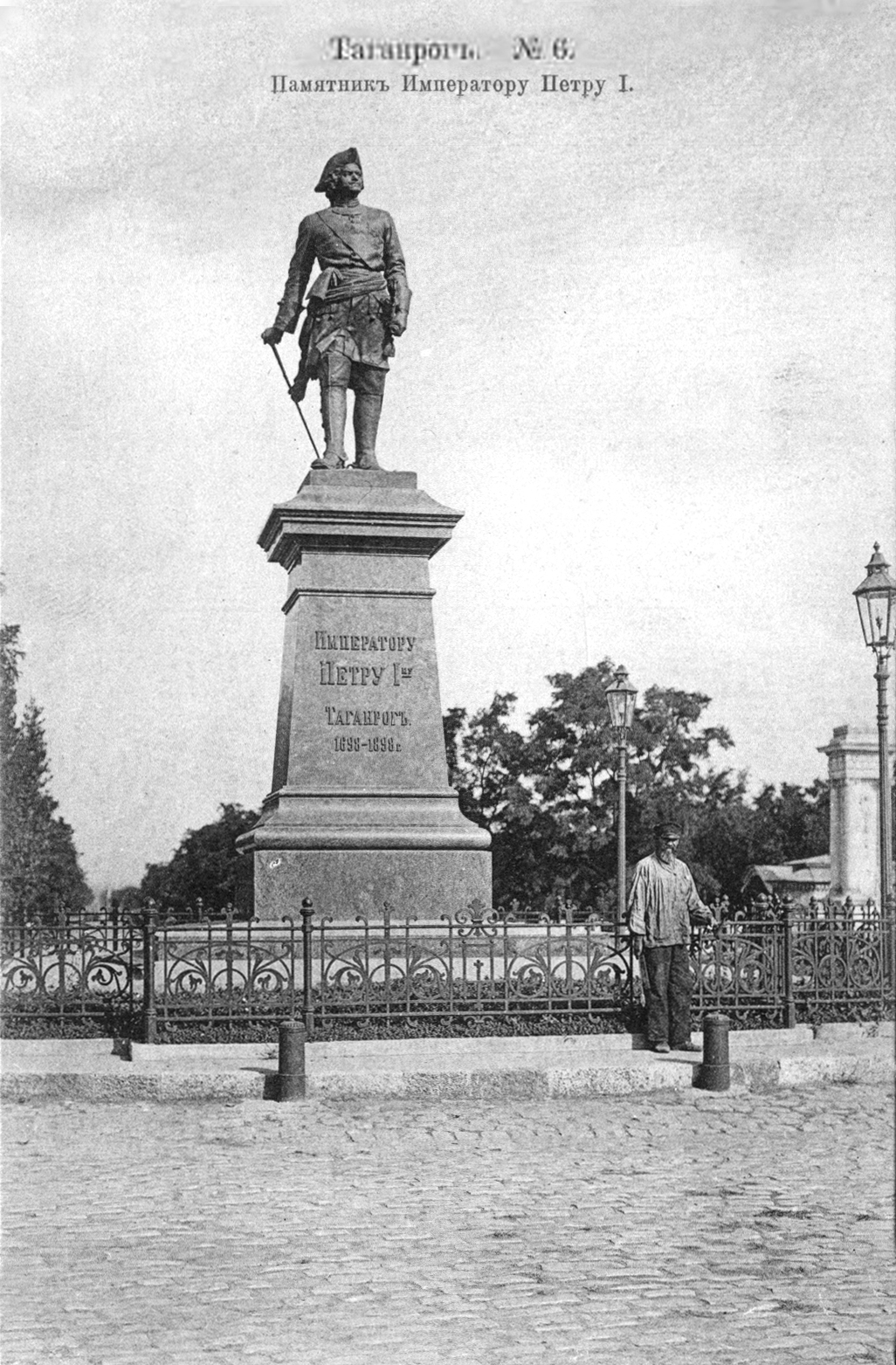
Estàtua dedicada a Pere el Gran a Taganrog

Pere I decideix començar per controlar la mar Negra, però per això havia d'expulsar els tàtars de Crimea, que estaven al servei dels turcs. El primer objectiu del tsar va ser capturar les fortaleses otomanes d'Azov, prop del riu Don. L'estiu de 1695, Pere va organitzar les campanyes d'Azov per prendre les fortaleses. Des del 8 de juliol al 22 de setembre del 1695 intentà en va la captura d'Azov. El 22 de novembre, Pere va tornar a Moscou. La seva primera expedició militar havia estat un fracàs, però a partir d'aquest desastre és quan comença el regnat de Pere «el Gran».
Immediatament després de la seva tornada, va enviar a Àustria i Prússia el major nombre de sapadors, miners, enginyers i fusters que va poder pagar. Pretengué crear una flota prou forta per vèncer la dels otomans fondejada a Azov. Més endavant, tot de soldats i obrers disponibles van ser traslladats als boscos del Don on, amb la seva fusta, treballant dia i nit, van construir desenes de vaixells de tota mena. El mateix Pere va viure entre els seus obrers, escarrassant-se esgotadorament amb tots ells, en una petita barraca de fusta de dues habitacions a Vorónej. A mitjan abril, es van avarar dos vaixells de guerra, vint-i-tres galeres, quatre canoners i nombroses embarcacions petites. El 3 de maig la «caravana marina» va salpar de Vorónej, amb el tsar com a comandant des de la galera Princípium, construïda per la seva pròpia mà. La nova flota de Rússia va evitar la sortida dels turcs d'Azov per mar i, el 18 de juliol de 1696, la fortalesa es va rendir.
El 12 de setembre de 1698 Pere el Gran va fundar oficialment la primera base naval russa a Taganrog.

### Viatge a Europa
Pere sabia que Rússia no podia enfrontar-se a l'Imperi Otomà tota sola. El 1697 va organitzar el viatge a Europa d'una gran delegació russa de més de 250 persones, anomenada la «Gran Ambaixada», per aconseguir l'ajuda dels monarques europeus en la lluita contra els turcs.
Visità Anglaterra, Alemanya, els Països Baixos i Àustria. Va evitar França, aliada dels turcs.
Per passar desapercebut i poder aprendre els costums i coneixements occidentals, va viatjar d'incògnit sota el nom de Piotr Mikhàilovitx. Pere va aprendre molt sobre la cultura occidental. Estudià construcció naval a Deptford, Amsterdam i Zaandam, i artilleria a Königsberg.
Gràcies a la mediació de Nicolaes Witsen, alcalde d'Amsterdam, el tsar va tenir l'oportunitat d'agafar pràctica en una de les drassanes privades més grans del món, pertanyent a la Companyia Holandesa de les Índies Orientals, durant un període de quatre mesos. En total, Pere va estar 18 mesos fora de Rússia.
Però les esperances de Pere es van esfondrar: Àustria desitjava mantenir la pau al front oriental mentre s'ocupava de les seves guerres a l'oest. A més, era el moment més inoportú, ja que els europeus, especialment Anglaterra i Àustria, es trobaven embrancats en la successió del rei Carles II, que acabaria portant a la Guerra de Successió Espanyola.
La «Gran Ambaixada» va fallar en la seva missió de crear una aliança contra els otomans, però durant la seva visita el tsar va conèixer molts treballadors qualificats, que va convèncer d'anar a Rússia a desenvolupar el seu projecte de gran imperi. En total, més de 900 tècnics molt qualificats de tota mena d'oficis van emprendre amb ell el viatge de tornada a terres russes; el més conegut de tots seria Cornelius Cruys, un vicealmirall que es va convertir en l'assessor més important del tsar en assumptes marítims.
En absència del tsar, els Streltsí es tornen a sublevar. Quan retorna és avisat que la rebel·lió s'ha sufocat i aprofita per aturar-se a Cracòvia i entrevistar-se amb el rei August II de Polònia.
En aquesta trobada varen decidir aliar-se contra el rei de Suècia i així aconseguir la sortida al Bàltic que tant anhelava Pere. L'operació contra el rei Carles XII de Suècia tindria lloc a partir del 1700 i, coneguda com la Gran Guerra del Nord, duraria 21 anys, amb victòria final de Rússia, Polònia i Dinamarca sobre Suècia.

## La Gran Guerra del Nord

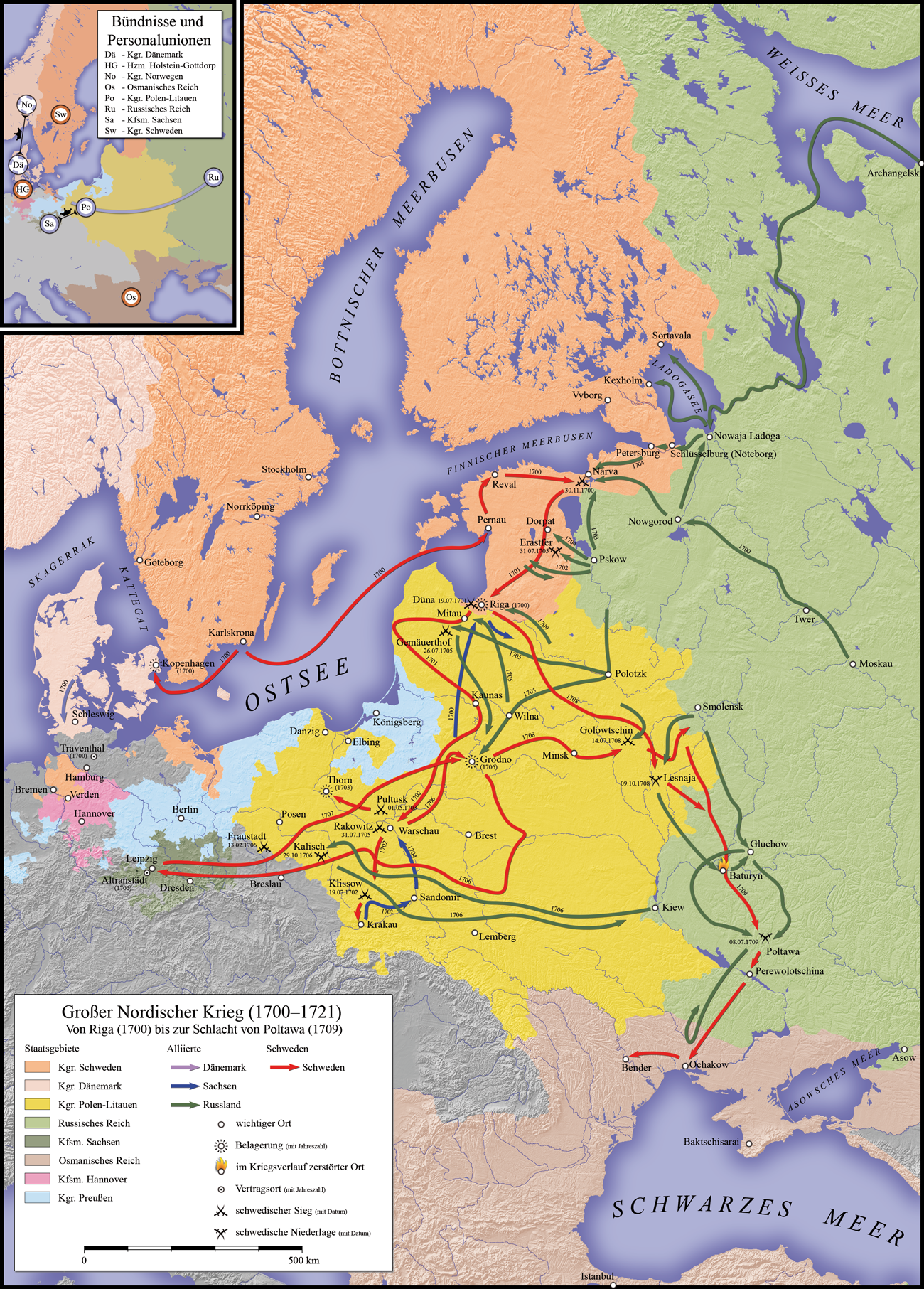
Mapa de la Gran Guerra del Nord (fase 1: 1700-1721)

Pere va signar la pau amb l'Imperi Otomà i va dirigir la seva atenció a aconseguir la supremacia marítima russa amb el control de la mar Bàltica, que detenia Suècia des de mig segle abans. Pere va declarar, doncs, la guerra a Suècia, que aleshores estava sota el regnat de Carles XII. A Suècia també s'hi van enfrontar Dinamarca, Noruega, Saxònia i la Confederació de Polònia i Lituània.
Rússia va resultar que no estava preparada per lluitar contra els suecs, i el seu primer intent d'assolar la costa bàltica va acabar en el desastre de la batalla de Narva del 1700. En el conflicte, les forces de Carles XII van utilitzar a favor seu una tempesta de neu que impedia la visió als russos. Després de la batalla, el rei suec no va continuar fins a Moscou i va decidir concentrar les seves forces contra la República de les Dues Nacions, cosa que va donar temps a Pere I per reorganitzar l'exèrcit rus.
Carles XII de Suècia ocupà tot Polònia (1702), imposà l'elecció d'Estanislau Leszczyński com a rei de Polònia (1704) i obligà finalment August II de Polònia a abdicar arran del Tractat d'Altranstädt (1706).
Mentrestant, a l'est, Pere I de Rússia havia ocupat les províncies bàltiques, fundà Sant Petersburg a la regió sueca d'Íngria (1703) i ocupà Narva (1704) i Estònia. Carles XII de Suècia decidí d'atacar el tsar i envaí Rússia el 1708. Després d'una derrota russa en la batalla de Holowczyn el juliol del 1708, Carles XII va patir la seva primera derrota en la batalla de Lesnaia quan Pere va desbaratar un grup de reforços suecs que marxaven des de Riga. Carles XII es va negar a retirar-se a Polònia o a Suècia i, en lloc d'això, va envair Ucraïna.

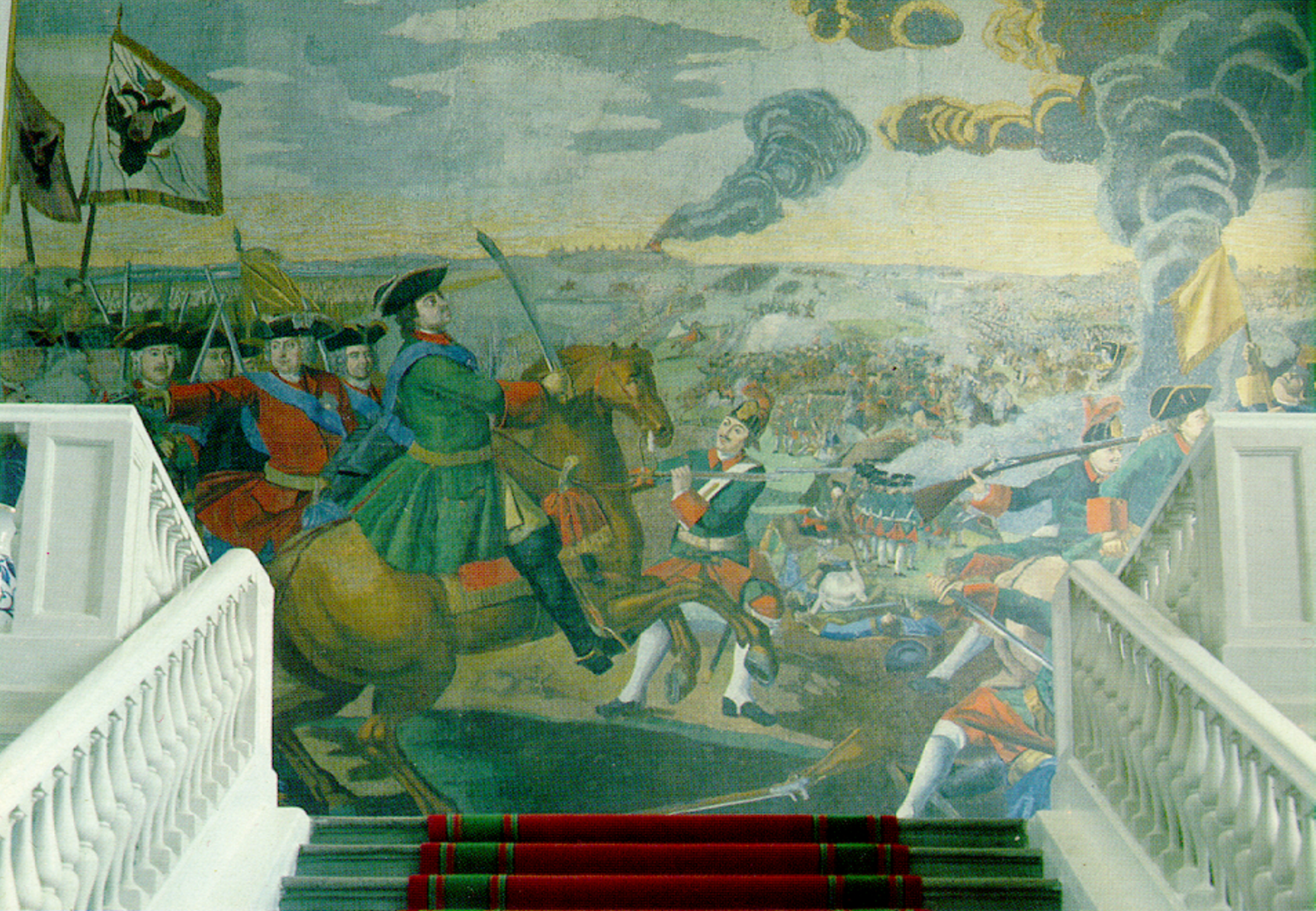
Pere I en la batalla de Poltava (mosaic de Mikhaïl Lomonóssov)

Pere va retirar al seu exèrcit cap al sud i, seguint la tàctica de la terra cremada, va destruir qualsevol propietat que pogués servir als suecs per donar suport al seu avanç. Sense subministraments locals, els suecs van haver d'aturar l'avanç durant l'hivern de 1708-1709. L'estiu del 1709 van prosseguir els seus esforços de conquerir Ucraïna, que van culminar en la batalla de Poltava del 27 de juny. La batalla va ser una derrota decisiva per a les forces sueques, que posà fi a la campanya de Carles XII a Ucraïna i l'obligà a exiliar-se a l'Imperi Otomà.
August II recuperà el tron de Polònia i Pere I de Rússia atacà els ports suecs (Viipuri, 1710; Stralsund, 1711), mentre els danesos intervenien de nou en la guerra, amb l'ajut de Prússia i de Hannover.
El rei suec va convèncer el soldà otomà que declarés la guerra al tsar rus. Pere va atacar els otomans el 1711 a la regió de Moldàvia. Carles XII de Suècia, necessitat d'una aliança militar va intentar atreure a la guerra al sultà, un vell enemic del tsar. Encara que no va rebre el comandament d'un exèrcit turc, si que va aconseguir, en canvi convèncer a Ahmet III de declarar la guerra a Rússia el 1711, prometent l'arribada de l'exèrcit suec destacat a Polònia. La guerra russo-turca fou molt breu, i es va limitar a una campanya russa sobre Moldàvia comandada per Boris Sheremetiev i el mateix tsar Pere I, amb el suport de Dimitrie Cantemir, príncep de Moldàvia. A la batalla del Pruth, el 10 de juliol d'aquell any, Pere I fou derrotat per un exèrcit turc, d'uns 200.000 homes, sota el comandament del gran visir Baltacı Mehmed Paixà. Ahmet III va considerar un atac sobre Moscou, però va haver de renunciar a aquest pla, degut a l'esclat d'un conflicte intern a l'imperi. En el mateix mes de juliol, l'influent gran visir Baltaci Mehmed, que desconfiava de la ingerència sueca a l'Imperi, firmà la pau amb Rússia. D'acord amb les condicions acordades, Rússia cedí Azov als otomans, enderrocà la fortalesa de Taganrog i es va comprometre a no interferir en els assumptes polonesos, un altre país enemic tradicional dels otomans. Finalment el juny de 1713 es va signar amb Rússia el tractat d'Adrianòpolis, per 25 anys, que confirmava els termes del tractat del Pruth. Per aconseguir un tractat de pau, Pere es va veure obligat a retornar els ports de la mar Negra que havia capturat el 1697. A canvi, el Soldà va expulsar Carles XII de Suècia del seu territori.
Els exèrcits russos del nord van prendre la província sueca de Livònia (la meitat nord de l'actual Letònia i la meitat sud de l'actual Estònia) i van empènyer els suecs cap a Finlàndia. Una gran part de Finlàndia va ser ocupada pels russos el 1714.
Tot i el poder de la marina russa, que permetia atacar directament en territori suec, Carles XII va rebutjar la rendició, i fins a la seva mort al camp de batalla el 1718 no es va poder arribar a un acord de pau.
Suècia va signar la pau amb totes les forces menys Rússia el 1720. El 1721, el Tractat de Nystad va posar fi oficialment a la Gran Guerra del Nord.
Rússia havia incorporat Íngria, Estònia, Livònia i una part substancial de Carèlia. A canvi, Rússia va pagar dos milions de riksdaler (la moneda sueca) i va cedir la major part de Finlàndia. El tsar va ser, però, capaç de retenir algunes terres finlandeses prop de Sant Petersburg, ciutat que havia convertit en capital de l'Imperi rus el 1712.

## Modernització de Rússia
Pere I va impulsar una sèrie de reformes per tal de modernitzar Rússia, influït fortament pels seus assessors occidentals i pel que havia après als seus viatges.
El tsar estava convençut que havia d'engrandir Rússia en competència amb els regnes europeus occidentals. La mala acceptació que havien tingut entre aquests regnes les seves propostes d'aliances –primer contra els otomans durant la seva «Gran Ambaixada» de 1697, i posteriorment amb França quan, a fi i efecte d'aconseguir una aliança contra Suècia, va oferir la seva filla Elisabet en matrimoni a Lluís XV i aquesta va ser rebutjada– el va acabar convencent que havia de convertir-se pels seus propis mitjans en una primera potència europea.

### Reforma de l'exèrcit
Pere reorganitzà l'exèrcit rus d'acord amb els estàndards europeus de l'època, i va somiar fer de Rússia una potència marítima. Va convertir l'exèrcit en un cos disciplinat i professional, totalment capacitat per enfrontar-se amb les potències veïnes. Entre 1699 i 1705 l'exèrcit va deixar d'estar format per voluntaris i es va dotar de soldats vitalicis provinents de totes les classes socials: serfs, camperols i burgesos de les ciutats. Va instaurar el servei militar obligatori a raó d'un soldat per cada 20 habitatges. Això li va donar una força de 300.000 homes. A més, permetia que persones sense títol nobiliari poguessin accedir al rang d'oficial.
Per poder dotar-lo d'armament va desenvolupar una àmplia indústria siderúrgica, fàbriques, tallers i drassanes, així com escoles militars i navals on comptava amb els millors professionals d'Occident.
Va trobar una forta oposició interna a les seves polítiques, però va aixafar brutalment qualsevol forma de rebel·lió contra la seva autoritat: la revolta dels Streltsí, els baixkirs, Astracan i el gran aixecament civil del seu regnat, la revolta de Bulavin.
Una de les víctimes d'aquesta política de mà dura contra els seus opositors va ser el seu propi fill que havia tingut amb la primera esposa, el tsarèvitx Aleix Petróvitx, que va conspirar contra ell i va haver de fugir a Itàlia. El 1718, un cop convençut que podia tornar, el tsar el va engarjolar i torturar fins a la mort.

### Reforma política
Les males experiències infantils, amb el seguit de traïcions i revoltes, li varen inculcar una orientació absolutista del poder. Va crear una administració centralitzada i rígidament organitzada.
Va suprimir la Duma dels Boiars, que substituí per un Senat de deu membres que actuava com a òrgan suprem de coordinació. En lloc de les autoritats centrals de l'estat moscovita –amb funcions poc clares–, va crear tretze col·legis especialitzats –amb unes funcions clarament definides– en les diverses branques de l'administració.
El territori va ser dividit en vuit províncies i més tard en onze –en afegir-s'hi les conquestes bàltiques–, que estaven administrades per un governador auxiliat per un consell de nobles que s'encarregava de la recaptació dels impostos. Les ciutats estaven governades per un consell municipal escollit pels seus habitants, que comptava amb un batlle, dos burgmestres i quatre consellers. A partir del 1722 la població urbana es va dividir en tres grups: mercaders i professionals, petits comerciants i artesans, i assalariats.

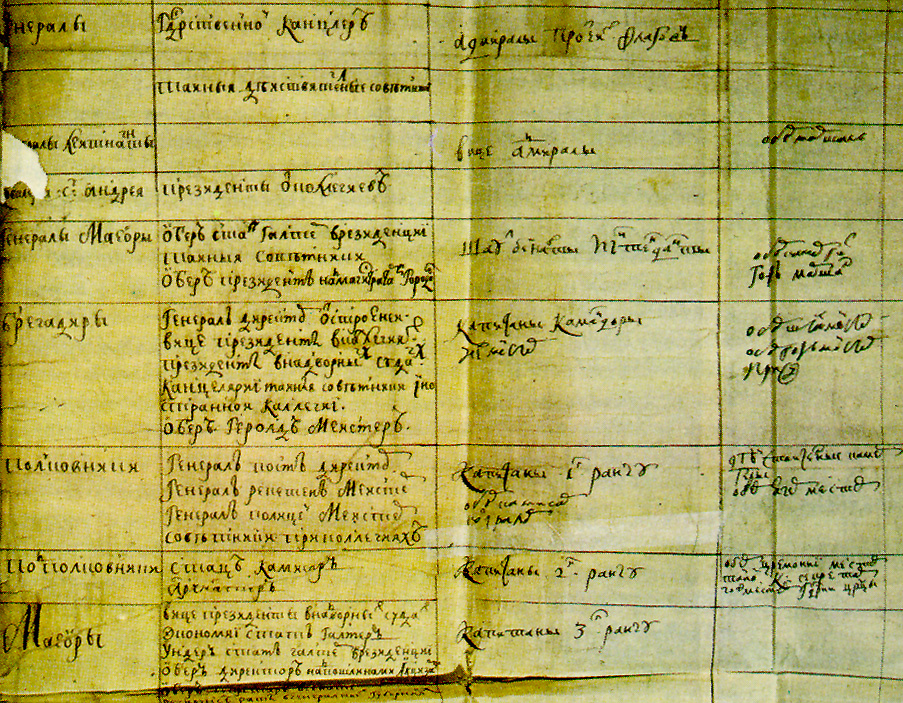
Taula de Rangs

Pere I també va incrementar les obligacions de la noblesa cap a l'estat en crear una nova jerarquia que va plasmar en l'anomenada Taula de Rangs, on s'eliminava la preeminència per naixement que beneficiava la noblesa (els boiars) en les seves posicions. Pere va determinar que la posició jeràrquica vindria fixada pel mèrit i el servei a l'emperador.
La noblesa va haver d'incorporar-se a l'administració, a l'exèrcit o a la cort, i tota la societat va quedar estructurada, des del serf de la gleva (la dependència dels quals respecte als terratinents va augmentar) fins als nivells més alts de la noblesa.
La Taula de Rangs va seguir en vigor fins que la monarquia russa va desaparèixer arran de la Revolució de 1917.
Un altre canvi molt important va estar relacionat amb l'Església Ortodoxa Russa i la seva independència. El líder tradicional d'aquesta era el Patriarca de Moscou. El 1700, quan el lloc va quedar vacant, Pere va rebutjar nomenar-ne un successor i permeté que fos el vicepatriarca qui exercís la seva potestat. Vint anys més tard, el 1721, Pere va seguir el consell de Feofan Prokopóvitx i va instituir un Sant Sínode: un consell de deu clergues presidits per un procurador laic. Tots els càrrecs eren nomenats directament pel tsar.

### Fundació de Sant Petersburg
Pere I volia trencar amb les seculars tradicions russes que representava Moscou. Enlluernat per tot el que havia vist a Europa i seguint la lògica de la Il·lustració, va dissenyar una ciutat racionalista per traslladar-hi la capital de la Gran Rússia.
Cap a la meitat de la Gran Guerra del Nord, i sobre unes terres que havia reconquistat als suecs, Pere va fundar la gran ciutat de Sant Petersburg (anomenada així en honor de sant Pere, el patró del tsar) a Íngria el 1703. La va fer construir en una zona d'aiguamolls formada pel delta del riu Nevà, inspirant-se en l'Amsterdam que havia conegut. Tot i que posteriorment seria coneguda com «la Venècia del Nord», en realitat Pere I mai havia estat a Venècia.
Esperava que Sant Petersburg es convertís en la capital russa i, com a tal, tots els seus palaus havien de ser de pedra. Per tal de concentrar esforços en el seu objectiu, va prohibir la construcció d'edificis de pedra fora de la ciutat.
El tsar l'havia imaginada com una ciutat plena de palaus. La primera construcció va ser la fortalesa de Sant Pere i Sant Pau i, a continuació, va fer construir el gran palau de Peterhof, inspirat en el de Versalles. A la mort de Pere I la capitalitat es va traslladar de nou a Moscou i Sant Petersburg va caure en decadència, però amb el regnat de la seva filla, la tsarina Elisabet I, la capitalitat va tornar a Sant Petersburg fins a la Revolució de 1917.

### Occidentalització social
Les visites de Pere I a Occident li van deixar la idea que els costums europees eren en alguns aspectes superiors a les tradicions russes. Va ordenar a tots els membres de la seva cort i als seus oficials que es tallessin la barba, que duien ben llarga, la qual cosa va provocar que els boiars, que n'estaven molt pagats, protestessin ostensiblement contra la mesura. Va establir que els boiars que volguessin mantenir la barba haurien de pagar un impost anual de cent rubles.
El 1699, Pere I també va abolir el calendari tradicional rus, segons el qual l'any començava l'1 de setembre, a favor del calendari julià, que comença l'1 de gener. Els anys es comptaven tradicionalment des del moment en què es creia que s'havia produït la creació del món, però després de les reformes de Pere el Gran van començar a comptar des del naixement de Crist. Rússia va canviar al calendari julià mentre que la resta d'Europa adoptava el gregorià. Rússia mantindria el calendari julià fins a la Revolució d'Octubre del 1917.
Va permetre que les dones deixessin de cobrir-se el rostre i que fessin vida social. Per comprendre l'endarreriment dels russos en aquella època, podríem citar que Pere el Gran va imposar als boiars –els nobles– la lectura d'un llibre que ensenyava les normes més elementals d'educació, com per exemple no utilitzar la punta del ganivet per escurar-se les dents ni tampoc el dit índex per fer el mateix amb el nas.
A més, a imitació dels europeus, va afavorir la instrucció pública i va crear els primers instituts superiors, com l'Escola Politècnica i l'Acadèmia de Ciències de Sant Petersburg.
Va substituir l'alfabet eslau per un de similar al llatí (el ciríl·lic) i introduí la numeració aràbiga. Va impulsar la impressió de textos i, el 1703, va aparèixer el primer diari rus (amb el títol de: Notícies d'esdeveniments militars i altres esdeveniments dignes de recordar).

## Colonització de Sibèria
L'expansió russa cap a Sibèria progressava constantment però el coneixement geogràfic de la regió era limitat, i Pere va concebre una gran expedició per explorar i cartografiar l'extrem nord-oest de Sibèria i establir la sobirania russa sobre l'extrem nord-oest d'Àsia, que es va dur a terme durant els regnats de les emperadrius Anna i Elisabet I de Rússia. La Gran Expedició del Nord es va dur a terme entre 1733 i 1743 dirigida per Vitus Bering, un explorador danès al servei de l'armada russa que ja havia dut a terme l'expedició de Kamchatka entre 1725 i 1731, i va arribar al que ara és Alaska el 1741, convertint-se en els primers europeus a trepitjar la costa nord-oest d'Amèrica del Nord.

## Matrimoni i descendents
El 1689 la seva mare arregla el seu matrimoni a Moscou amb l'aristòcrata boiarda Eudòxia Lopukhinà, de la qual es divorcià el 1698, just havent tornat del viatge de la «Gran Ambaixada», i la fa empresonar en un monestir rus durant més de 20 anys.
La parella havia tingut tres fills, però només un va sobreviure a la infantesa:
- SAI Aleix Petróvitx, tsarèvitx de Rússia, nat a Moscou l'1 de març de 1690.[18] i mort, per ordre del seu pare, el 1718 a Sant Petersburg. Es casà el 1711 a Torgau amb la duquessa Carlota de Brunsvic-Wolfenbüttel.
- SAI el gran duc Alexandre de Rússia, nat a Moscou el 1691 i mort l'any següent.
- SAI el gran duc Pau de Rússia, nat a Moscou el 1693 i mort escassos dies després.

En segones núpcies es casà en secret el 1707 amb una pagesa de Letònia de nom original Marta Skavrónskaia, que ja era la seva amant des de feia uns anys i que esdevindria la tsarina Caterina I de Rússia, amb qui tingué vuit fills reconeguts (abans de casar-se n'havien tingut tres més, morts prematurament):
- SAI la gran duquessa Anna de Rússia, nascuda a Moscou el 1708 i morta a Kiel el 1728. Es casà amb el duc Carles Frederic de Holstein-Gottorp (1700-1739).
- SM la tsarina Elisabet I de Rússia, nascuda a Kolómenskoie el 1709 i morta a Sant Petersburg el 1762. Molts han afirmat que contragué matrimoni amb el comte Aleksei Razumovski.
- SAI la gran duquessa Natàlia Maria de Rússia, nascuda a Sant Petersburg el 1713 i morta dos anys després.
- SAI la gran duquessa Margarida de Rússia, nascuda a Sant Petersburg el 1714 i morta el 1715.
- SAI el gran duc Pere de Rússia, nat a Sant Petersburg el 1715 i mort el 1719.
- SAI el gran duc Pau de Rússia, nat a Wesel el 1717 i mort un dia després.
- SAI la gran duquessa Natàlia de Rússia, nascuda a Sant Petersburg el 1718 i morta el 1725.
- SAI el gran duc Pere de Rússia, nat i mort el 1723 a Sant Petersburg.

## Últims anys

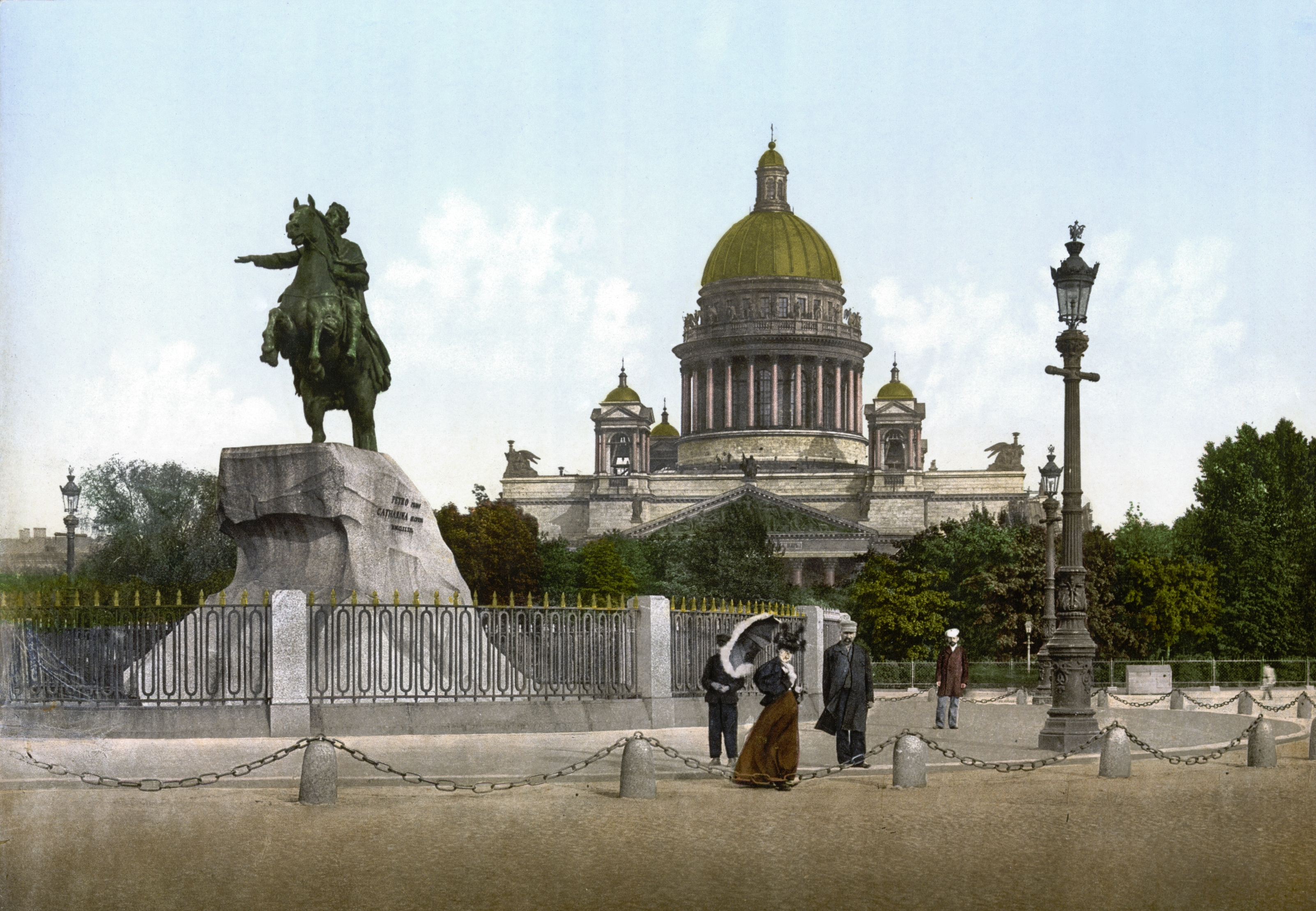
El cavaller de bronze, monument eqüestre a Pere el Gran (Sant Petersburg)

Els darrers anys de Pere I van estar marcats per noves reformes a Rússia. El 22 d'octubre de 1721, poc després que s'hagués signat la pau amb Suècia, va ser proclamat «Emperador de Tot Rússia». Alguns van proposar que prengués el títol d'«emperador de l'Est», però ho va rebutjar. Gavrila Golovkin, canceller d'Estat, va ser el primer a afegir «el Gran, Pare de la Pàtria, emperador de Totes les Rússies» al títol tradicional del tsar Pere I, després d'un discurs de l'arquebisbe de Pskov el 1721.
El títol imperial de Pere I va ser reconegut per August II de Polònia, Frederic Guillem I de Prússia i Frederic I de Suècia, però no per altres monarques europeus. En la ment de molts, la paraula emperador tenia la connotació de superioritat o preeminència sobre els «simples» reis. Diversos governants temien que Pere reclamés autoritat sobre ells, tal com l'havia reclamada abans l'emperador del Sacre Imperi sobre totes les nacions cristianes.
Pere el Gran també va introduir nous impostos per finançar les millores de Sant Petersburg. Va abolir els impostos sobre la terra i les cases, que només els pagaven els propietaris de béns immobles, que va substituir per un impost sobre les persones (una quantitat igual per ciutadà), que pagava tothom.
Es protegiren les manufactures i el comerç i es van establir monopolis estatals. Des del punt de vista administratiu, l'Estat va quedar dividit en governs, províncies, districtes i cantons, mentre que un senat de deu membres (1711) i nou col·legis o consells ministerials, de tretze membres, es convertien en els òrgans suprems de govern.
El 1724 Pere I va fer que la seva segona dona, Caterina, fos coronada emperadriu (si bé ell va mantenir tot el poder). Tots els fills barons del tsar havien mort de petits, llevat d'Aleix Petróvitx, que va morir per ordre de Pere I el 1718. La seva mare, Eudòxia, també havia estat castigada. Va ser arrossegada fora de casa seva i acusada de falsos càrrecs d'adulteri, un destí semblant al que va tenir l'amant del tsar, Anna Mons, el 1704.
El 1725 es va completar la construcció del palau de Peterhof (en neerlandès, 'la Cort de Pere') a prop de Sant Petersburg. Era una gran residència que es va arribar a conèixer com «el Palau de Versalles rus».

## Mort

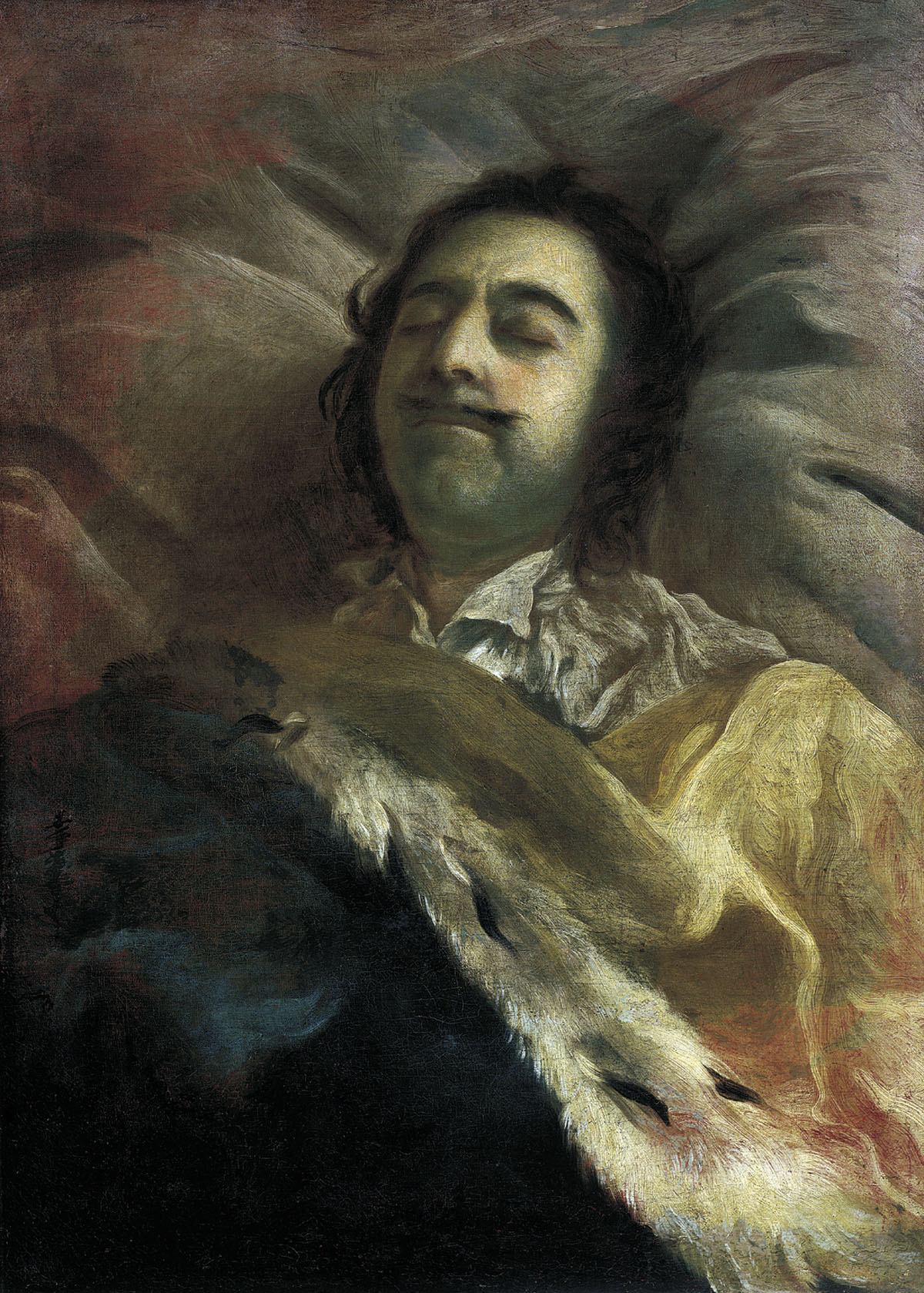
Pere I al seu llit de mort, segons una pintura d'Ivan Nikitin

L'hivern de 1723, Pere I, que mai havia gaudit d'una salut gaire ferma, va començar a tenir problemes amb l'aparell urinari. L'estiu de 1724 un equip de metges l'operen per buidar-li l'orina bloquejada a la bufeta. El tsar va romandre en un llit fins al final de la tardor. A la primera setmana d'octubre, inquiet i convençut que ja estava curat, es va embrancar en un viatge per supervisar una sèrie de projectes. D'acord amb els relats, va ser al novembre quan, en una visita d'inspecció al golf de Finlàndia, Pere va veure un grup de soldats que s'ofegaven a poca distància de la costa i va entrar a l'aigua per rescatar-los.
Es diu que aquesta immersió a l'aigua gelada va empitjorar els problemes del tsar i li va provocar la mort.
Una altra llegenda diu que, abans de morir, va demanar paper i una ploma i va començar a escriure una carta que no va acabar, on deia «Ho deixo tot a…» i que, exhaust per l'esforç, va demanar que li portessin la seva filla Anna.
El tsar va morir entre les quatre i les cinc de la matinada del 28 de gener (8 de febrer en el calendari julià) de 1725. A l'autòpsia es va revelar que se li havia gangrenat la bufeta. Tenia 52 anys i set mesos quan va morir, després d'un regnat de quaranta-dos anys.
Hi va haver gran commoció a Rússia i a tot Europa per la notícia de la mort de Pere el Gran, si bé per a molts havia estat un absolutista gairebé tirànic. En paraules de l'historiador rus P. Kolvaievski:
| « | Ens podríem entusiasmar per sempre amb les accions de Pere i ni tanmateix esbossar la plenitud, la brillantor i el valor de tot el que va aconseguir. Però a l'hora de crear, va destruir. Va causar dolor a tots aquells amb qui va entrar en contacte. Va destruir la seguretat, la pau, la prosperitat, els interessos, la força, el benestar, els drets i la dignitat de tot aquell qui va tocar. Va fer coses desagradables a tothom. A tothom va fer mal. Va tocar els interessos intel·lectuals, polítics, socials, financeres, familiars, morals i espirituals. És possible estimar un polític així? De cap manera. Aquests homes se'ls odia. | » |

## Adaptacions cinematogràfiques de la vida del tsar Pere el Gran
- Slugà Gosudàrev ('El servent del rei', 2007), llargmetratge rus que tracta de la batalla de Poltava. (Pàgina oficial de la pel·lícula Arxivat 2012-12-25 a Wayback Machine.) (rus)
- Tsarèvitx Aleksei ('El tsarèvitx Aleix', 1996), llargmetratge. (rus)
- Peter the Great ('Pere el Gran', 1986), minisèrie nord-americana per a la televisió. (en anglès)
- V natxale slavni del ('Al començament dels dies gloriosos', 1981), llargmetratge. (rus)
- Iúnost Petra ('La joventut de Pere', 1980), coproducció soviètica i germanooriental. (rus)
- Piotr pervi ('Pere I', 1937-1938), gran producció soviètica en dues parts. (rus)
- Peter der Große ('Pere el Gran', 1922), llargmetratge. (en alemany)
- Piotr Veliki ('Pere el Gran', 1910), llargmetratge. (rus)